# Quinta de San Pedro Alejandrino
La Quinta de San Pedro Alejandrino es una antigua hacienda situada en Santa Marta, en el norte de Colombia. Ocupa la casa y algunos terrenos de una hacienda del siglo XVII dedicada a la producción de ron, melaza, y panela. Simón Bolívar pasó allí sus últimos días y falleció el 17 de diciembre de 1830. Se encuentra ubicada en el barrio Mamatoco. Alberga el Altar de la Patria, un Museo de Arte Contemporáneo, un jardín botánico y las instalaciones coloniales de la hacienda propiamente dicha. Esta incluye un bosque que limita con el río Manzanares. Es uno de los mayores atractivos turísticos de Santa Marta y es administrada por la Fundación Museo Bolivariano de Arte Contemporáneo.

## Estructura
Fue fundada en Santa Marta el 2 de febrero de 1608 por el canónigo de la Catedral de Santa Marta Francisco de Godoy y Cortesía con el nombre de La Florida San Pedro Alejandrino. Lleva su nombre en memoria del mártir español Pedro de Godoy. Cambió 15 veces de propietarios; entre los cuales destacan apellidos como Mondragón, Orozco, Zubiría y De Mier entre otros.
El 9 de enero de 1808 Faustino de Mier y Theran compró la hacienda por $11.773 pesos oro, pero años más tarde le fue confiscada dicha propiedad por no colaborar con la causa patriota. A finales de la segunda década del siglo XIX esta hacienda fue adjudicada al hidalgo español Joaquín de Mier y Benítez, hombre de negocios, quien intensificó la producción. Al fallecer Joaquín en 1861, heredó la hacienda su hijo Manuel Julián, quien con quien el terreno entró en un proceso de decadencia y abandono. 
El 2 de febrero de 1891 el Magdalena compra 200 hectáreas de la hacienda por 24 000 pesos para conservarla. En 1891 se realizó la primera restauración para aproximarla al estado que presentaba en 1830; años más tarde es declarada Monumento Nacional Histórico.

## Sector social o residencial

### Casa principal

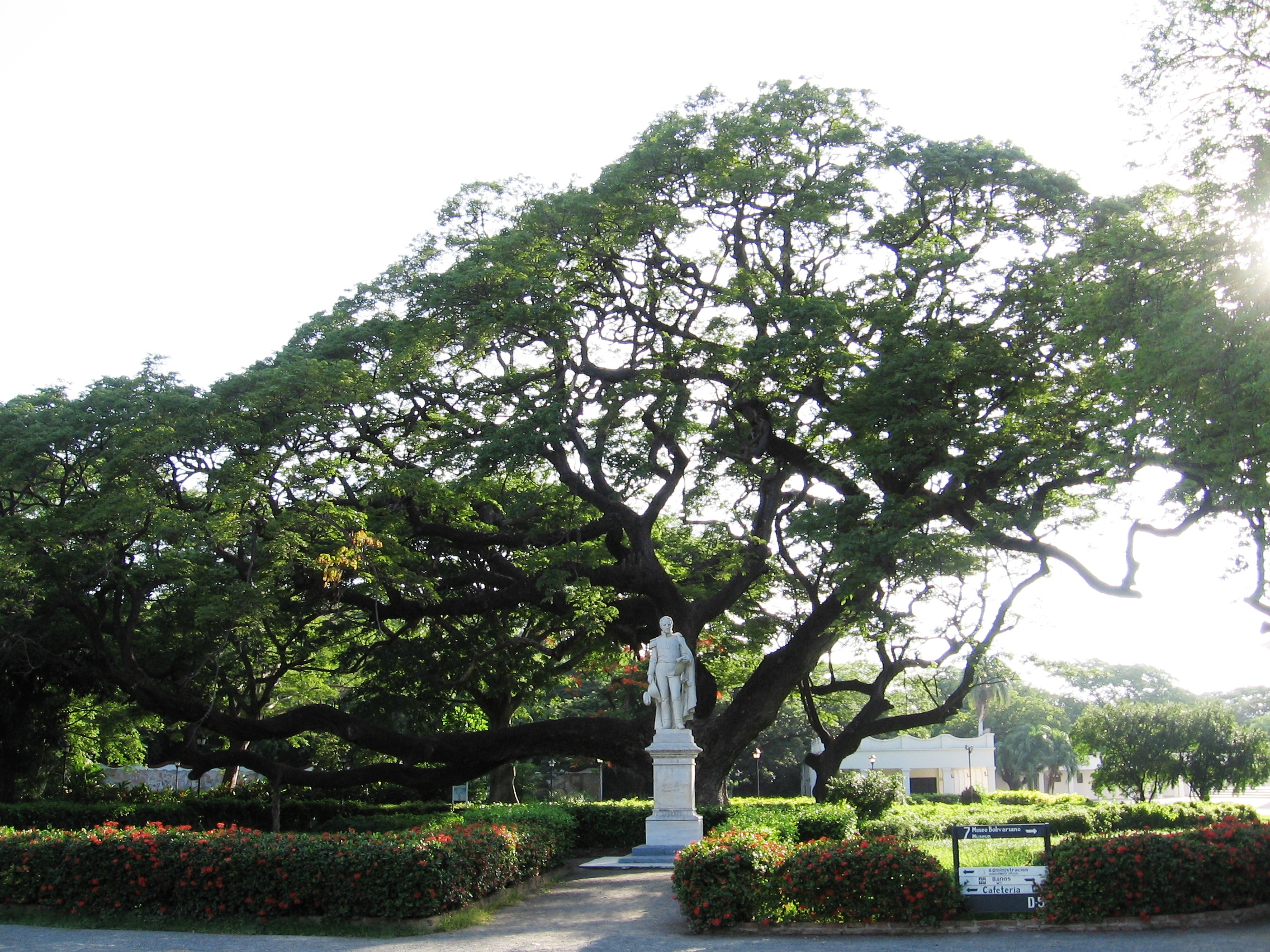
Estatua de Bolívar.

Considerado el sitio más importante pues en una de sus alcobas fue donde falleció Bolívar. Dentro de esta casa principal se encuentran unos jardines internos que le dan un estilo colonial a la Hacienda. Las construcciones antiguas de la Quinta de San Pedro Alejandrino se encuentran pintadas de color amarillo ocre, entre ellas sobresale la Casa Principal; considerada como el sitio más importante de esta hacienda, pues en una de sus alcobas exhalo su último suspiro Bolívar. Alrededor de la Casa Principal se encuentran algunos árboles centenarios: un samán, una ceiba y dos tamarindos. 
Estos últimos son los más mencionados por la tradición histórica porque en medio de ellos colocaron la hamaca de Bolívar cuando llegó a la hacienda; estas especies de árboles, acompañada de la variada flora y fauna presentes en la hacienda, constituyen la colección del Jardín Botánico, el cual se extiende sobre la totalidad de su área, con especies de plantas pertenecientes al bosque seco tropical de la región. En el Jardín Botánico se encuentran diferentes colecciones de plantas entre las cuales se pueden mencionar las cactáceas, palmetum, ornamental, xerofítica, maderable entre otras.
En la parte central del jardín hay una escultura de Bolívar en Mármol de Carrara que fue hecha en Italia por el profesor genovés Pedro Montarsolo Victorio; fue un regalo del Magdalena y se instaló el 2 de febrero de 1891.
La casa principal se divide en los siguientes trece salas o cuartos.
- Capilla u Oratorio: La Capilla donde reposan los restos del médico Alejandro Próspero Révérend. En este lugar se encuentra la imagen de San Pedro Alejandrino patrono de la hacienda, la cual fue traída de Cádiz (España) por Francisco de Godoy.

- Sala principal: En la sala principal de la casa quinta se encuentran algunas pinturas de los personajes de la historia de la hacienda: un óleo de Bolívar de 1812, obra es del artista español Ignacio Elizaran Txapartegi; también hay un óleo de Joaquín de Mier y otro de Alejandro Próspero Reverend. De igual forma se conserva un óleo, copia de la acuarela del inglés Edward Mark; artista que en 1842 plasmó el ambiente campestre que tenía la hacienda a la llegada de Bolívar en el año de 1830.

- Alcoba: La alcoba es el sagrado recinto donde murió Bolívar, el 17 de diciembre de 1830 a la una de la tarde. En la actualidad se conserva la cama (catre de campaña) donde murió Bolívar cubierta por la Bandera de Colombia, hay además un armario, una escupidera y un sillón de terciopelo rojo desde donde Bolívar dictó sus últimos legados el diez de diciembre de 1830, el Testamento y su Última Proclama.

De igual forma en la alcoba principal se observa un reloj de origen alemán que detuvo en el tiempo el general Mariano Montilla tres minutos cincuenta y cinco segundos después de la muerte de Bolívar.
En una de las paredes de la alcoba donde muere Bolívar se conserva un óleo del artista colombiano Simón Celis, quien presenta a Bolívar con un carácter fuerte, en posición erguida dotado de una marcada elegancia; este efecto es percibido a través del vestuario, el cual tiene un color negro que connota elegancia, contrastando a su vez con el color blanco del pantalón y de los guantes; a ello se suman las aplicaciones en dorado que lleva la casaca de Bolívar, demostrando un personaje dotado de autoridad y poder. 
- Biblioteca: Con libros mayoritariamente en francés, que le pertenecieron a Alejandro Próspero Réverénd. Recién llegado Bolívar a la hacienda, Joaquín de Mier conduce a Bolívar a su humilde biblioteca, al ingresar a este recinto Bolívar sostiene una breve conversación donde le expresa: "Don Joaquín, su biblioteca no es humilde, atesora los más grandes escritos de la historia"; se refería a las obras Gil Blas de Santillana y El Quijote de la Mancha.

En la biblioteca se encuentran muebles de la época, algunos contienen libros de autores franceses, ingleses, griegos, españoles e italianos; grandes obras clásicas del siglo XVII. Se destacan: La Vulgata Latina (Tomo 3 del A.T) 1819, la Historia de las Indias de Bartolomé de las Casas 1522, la Histoire naturelle de Buffon 1792, la Historia de las Fiestas de la Iglesia de Joaquín Castellot 1788, también se encuentran algunos libros que datan de 1800 a 1924 cuyos temas centrales están relacionados con el periodo de la Independencia, Historia Bolivariana, Historia general de Colombia, filosofía y botánica, entre otros. 
- Cuarto de Baño: Hay una puerta lateral en la alcoba principal que conduce al cuarto de baño, en este lugar se conserva un bidé compuesto por un aguamanil de porcelana, las tazas sanitarias y una tina de mármol blanco italiano. El Médico expresa en sus memorias que Bolívar recibía un baño emoliente tibio para su mejoría, los primeros días de estancia en la hacienda.

- Sala de Fumar: La sala de fumar, anteriormente conocida como sala de costuras, fue acondicionada como sala para fumadores a la llegada del Bolívar, ya que su delicado estado de salud no le permitía inhalar fuertes olores. Se conserva además en este lugar una licorera con bordes de oro la cual perteneció a Joaquín De Mier y fue utilizada por Bolívar.

- Comedor: Se encuentra una mesa de extensión, 4 sillas cuyos fondos están tejidos en palma de iraca, parte de la vajilla de porcelana de Sèvres perteneciente a la familia de Mier, estos artefactos están en una urna de vidrio para su mayor protección.
- Cocina: Es una cocina propia del siglo XVIII, encontramos un matate, que era una piedra donde se trituraban las especies, un pilón, 5 fogones y un horno con forma de iglú.
- Repostería: En este lugar se hacían los panes y postres de la época, hay dos jarrones de barro donde se almacenaba el agua para mantenerla a buena temperatura, también hay dos filtros con los cuales se purificaba el agua. En este lugar se realizó la necropsia de Bolívar por su médico Alejandro Próspero Reverán en las horas de la tarde del 17 de diciembre de 1830 (mismo día de la muerte de Bolívar).
- Caballeriza: En la caballeriza se encuentra el coche Berlina, el cual trajo a Bolívar desde la actual Casa de la Aduana, antiguamente llamado Consulado Español hasta la quinta el 6 de diciembre de 1830.
- Alcobas de huéspedes: Había dos alcobas de huéspedes en la casa, pero estas actualmente se convirtieron en salas temáticas: Sala del Centenario y Sala de Independencia.
- Sala del Centenario: Recuerdos de la celebración del primer centenario de la muerte de Bolívar.
- Sala de Independencia: Se encuentran imágenes de personajes ejemplares que apoyaron a Bolívar y su causa, así como un óleo que representa la Batalla de Boyacá librada el 7 de agosto de 1819.
- Sala Bolivariana: Funcionó en este espacio la oficina de Joaquín de Mier y Benítez, actualmente es un espacio donde se le rinde tributo a Bolívar. Encontramos en ella una escultura tamaño real de Bolívar, muchos objetos pertenecientes a su persona, un daguerrotipo de su matrimonio con María Teresa Rodríguez Del Toro, óleos de sus dos padres, María Concepción Palacios y Juan Vicente Bolívar y Ponte, y "La visión del peregrino" que es un óleo que plasma el sueño de su maestro Simón Rodríguez un año después de la muerte de Bolívar.

## Sector laboral
Este conjunto hace parte de estas construcciones donde funcionó el viejo ingenio en el cual se procesaba la caña de azúcar para la elaboración de panela, miel y ron que era comercializado por la flotilla de barcos de Joaquín De Mier por todo el Caribe. Estas construcciones datan del siglo XVIII y comprenden a las siguientes edificaciones:
- Bagacera: lugar destinado al almacenamiento del desecho de la caña de azúcar, o bagazo.
- Trapiche: Es sin duda el más importante, es el símbolo de la producción panelera, pues allí se molía la caña, y se hacía la panela. Se caracteriza por sus gruesos muros de contención y su techo en forma de cónica.
- Destilería: Aquí se destilaba en grandes calderas y alambiques la miel de la caña, para obtener el ron de caña.
- Sótano: Tenía como función albergar y guardar los barriles, para conseguir un mejor añejo.

## Sector moderno

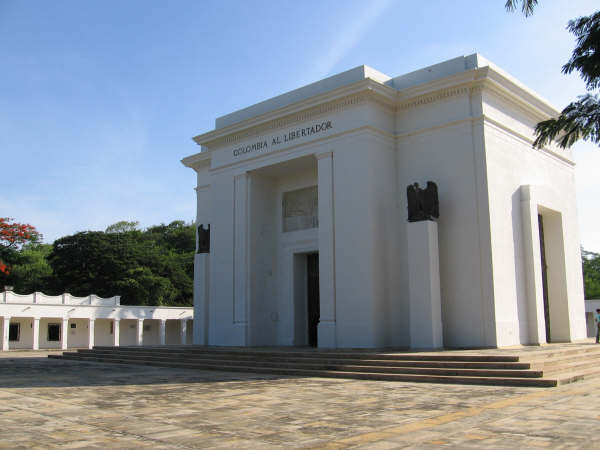
Altar de la Patria.

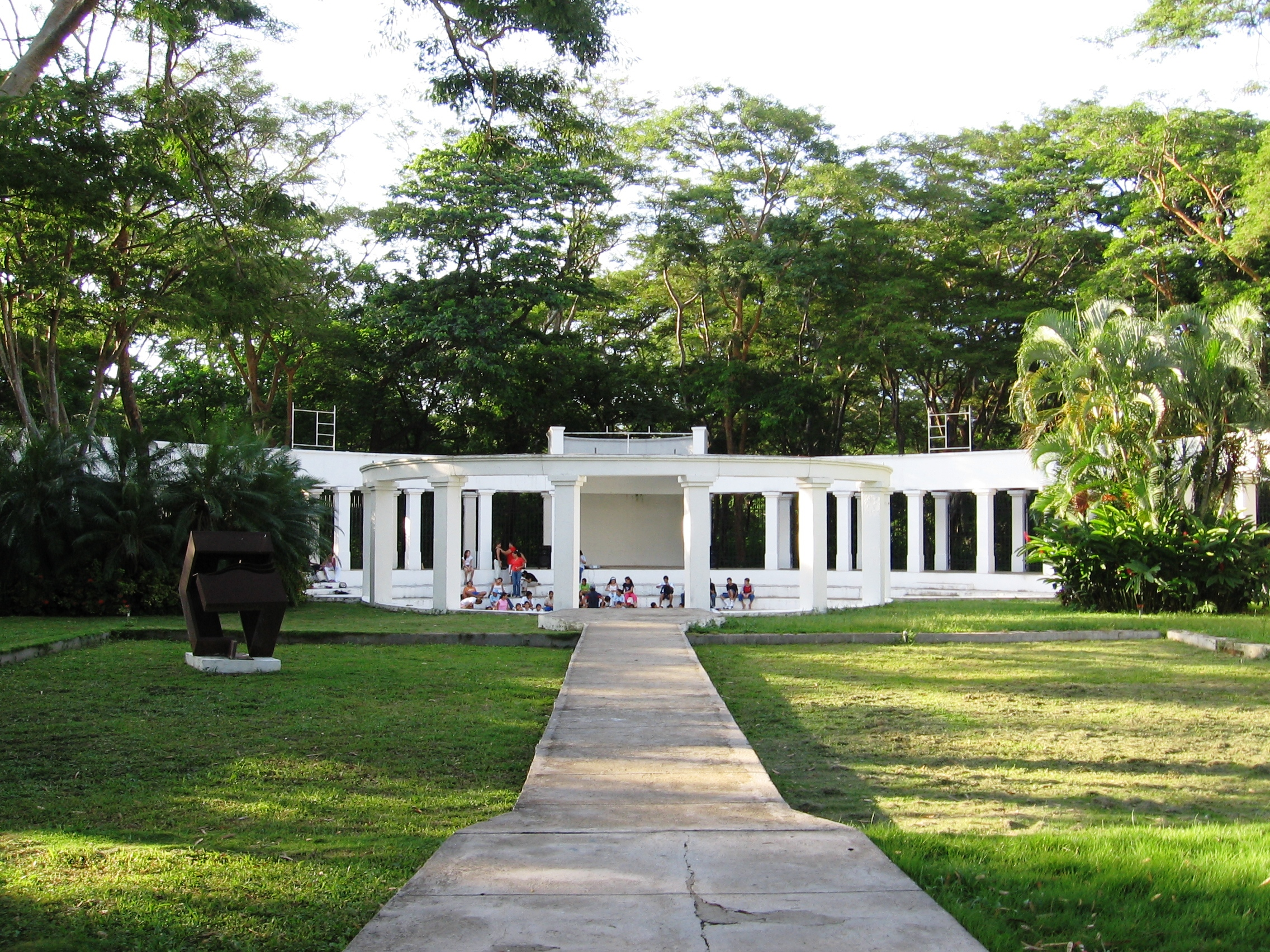
Teatro al aire libre Joaquín De Mier y Benítez.

### Altar de la Patria
Construido en 1930 para honrar la memoria de Bolívar al cumplirse el primer Centenario de su muerte, durante el Gobierno de Enrique Olaya Herrera, el Altar de la Patria hace parte del conjunto de edificaciones modernas de San Pedro Alejandrino.
La obra es de estilo republicano. Fue diseñada por el arquitecto Gustavo Santos Caballero y dirigida por Manuel Carrerá. Las esculturas neoclásicas del interior fueron elaboradas por los artistas Augusto Rossi y Helmeregildo Luppi, formados en la escuela del famoso escultor Pietro Tenerani en Roma.
El Altar de la Patria fue inaugurado en 1942 durante el gobierno de Eduardo Santos.
Emplazada frente al altar se encuentra la Plaza de Banderas, construida en 1980, rinde honores a Bolívar al conmemorarse los 150 años de su muerte. Allí permanecen izadas todas las banderas de América, como expresión del sueño de unidad continental.

## Museo Bolivariano de Arte Contemporáneo
La idea de un Museo Bolivariano de Arte Contemporáneo en La Quinta surgió por parte del pintor Armando Villegas. Contó el respaldo de otros artistas, de las autoridades regionales y del presidente Belisario Betancur. Fue inaugurado el 24 de julio de 1986.

### La colección
Nace en 1986 para recoger una muestra de la producción artística contemporánea de los países bolivarianos. No abarca todo el universo plástico del arte latinoamericano, pero sí ejemplos notables de movimientos y tendencias. El indigenismo nace en México y se expande por América Latina. Está representado por obras como las de Enrique Tábara, Eduardo Kingman, Oswaldo Guayasamín y Luis Alberto Acuña, que lideraran los movimientos de pintura indigenista en Ecuador y Colombia.
Paralela a esta corriente, se manifiesta la pintura de género sea retrato, bodegón o paisaje. Entre los ejemplos de ese género hay en la colección obras de Gonzalo Ariza, Enrique Grau, Darío Morales y Alfredo Guerrero. A ellos se agrega la obra de René Portocarrero (1912-1985) artista cubano que hace evocaciones elegantes de temas propios de la isla y su cotidianidad. 
El museo albera varios retratos de Bolívar. Entre ellas se destaca un óleo sobre lienzo de Alejandro Obregón titulado Don Simón en San Pedro Alejandrino, pintado especialmente para este museo en 1986, Obregón retrata a Bolívar en sus últimos días, hace una visión del General que no encontró salida a su laberinto y pasa a la eternidad y la gloria en San Pedro Alejandrino. Encontramos otros retratos de Bolívar realizados por Jorge Elías Triana, Gustavo Zalamea, Germán Tessarollo y Antonio Frío.
La pintura de abstracción está representada ampliamente por obras de Luisa Richter, Patricia Tavera, Fernando De Szyszlo, Alberto Dávila, Alfredo y Olga Sinclair, Manuel Hernández y Carlos Rojas. La abstracción geométrica, que en América Latina tuvo un gran auge con los constructivistas de la Escuela del Sur de Joaquín Torres García, está representada por Jorge Riveros y Omar Rayo. El cinetismo, un movimiento importante que se desarrolla en Venezuela, está representado por obras de Jesús Rafael Soto, Carlos Cruz Díez y Alejandro Otero.
Entre las obras figurativas hay pinturas de Juan Antonio Roda, el propio Villegas, Ángel Loochkartt, Manuel Chong Neto, Brooke Alfaro y Alicia Viteri. Santiago Cárdenas está presente con una de sus pizarras y Darío Ortiz Robledo con una obra de su serie sobre la condición humana. Pedro Alcántara, Augusto Rendón y Humberto Giangrandi tienen un fuerte componente social. Maripaz Jaramillo y Regulo Pérez trabajan la deformación de la figura como elemento de expresión plástica.
La esculturas emplazada en los jardines y en el teatro al aire libre están encabezada por Caracol caribe, de Eduardo Ramírez Villamizar. Al igual que Edgar Negret, este muestra en sus construcciones una gran influencia del arte precolombino, en particular inca, a donde han realizado viajes de estudio. Ambos plasmaron sus vivencias en Manto emplumado (de Ramírez Villamizar) y Machu Pichu (de Negret). Cóndor de Marina Núñez del Prado, y Ave de Alicia Tafúr son esculturas zoomorfas estilizadas. Destaca también el trabajo en piedra de Benito Rosasy de John Castles, Cecilia Ordóñez, Elma Pignalosa y Nelly Sarmiento.
Entre su obra gráfica hay un dibujo en gran formato de David Manzur titulado Homenaje a una pared colonial, un desnudo de Alfredo Guerrero, dos proyectos para un mural de Álvaro Barrios con su estilo propio influenciado por el pop art y el cómic, y obras de César Bravomalo y Alejandro Otero. En las diferentes técnicas de grabado encontramos obra de Juan Cárdenas, Teresa Cuellar, Alicia Viteri y Minerva López. La acuarela que ha sido una de las preocupaciones del museo también hace parte de nuestro acervo, encontramos trabajos de Roberto Fabelo, Alfredo Guati Rojo, Luis Paz, Zarita Abello y Roberto Angulo. La colección de fotografía y reúne la obra de Luis Guillermo Martínez, Mónika Herran, Pakiko Ordóñez y Fernell Franco, entre otros.

## Jardín Botánico

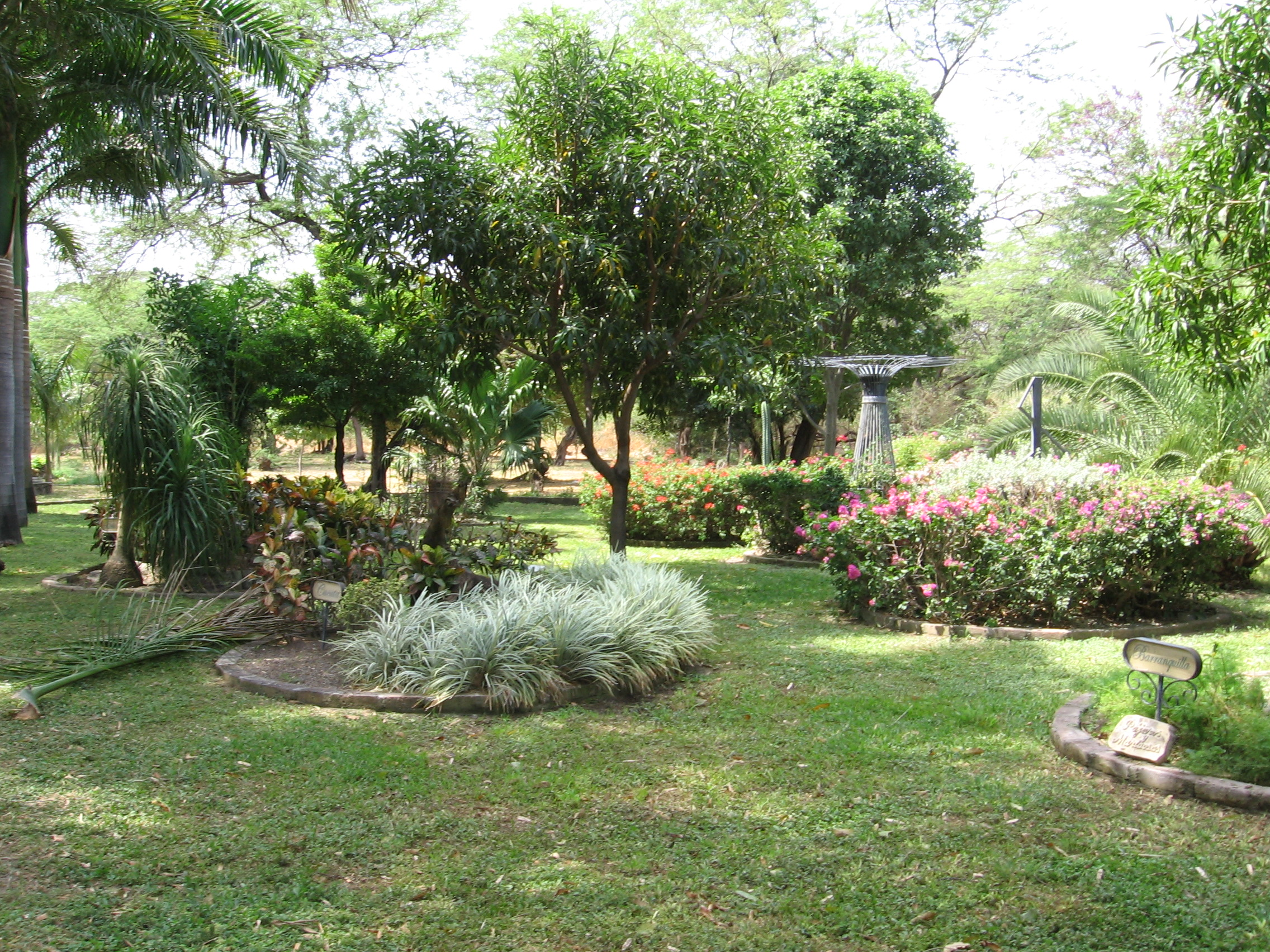
Jardín Botánico Quinta de San Pedro Alejandrino.

La idea de crear un Jardín Botánico se remonta a los años 1960 por el cienaguero Rafael Romero Castañeda, quien deseaba crear un arboreto o conjunto de plantas y árboles maderables. Sin embargo solo se crea el Jardín Botánico tras la firma de un convenio entre la facultad de Biología de la Universidad del Magdalena y la Administración de la Quinta. 
Hay algunos árboles con más de 70 años de edad, junto con otros aún mayores (incluso hay 4 centenarios) situados en el corazón de la hacienda. En homenaje a Bolívar, muchos países han regalado al jardín varios árboles típicos de cada país, entre los cuales se encuentran una palmera de Cuba y otra de las islas Hawái. Hay animales que se introdujeron para que hubiese un mejor ambiente en la hacienda, que conserva todas las clases de bosques: secos, tropicales, junglas, etc.